# Georg Wilhelm Heinrich Seippel
Georg Wilhelm Heinrich Seippel (* 17. Mai 1788 in Hamm an der Sieg; † 17. Juni 1850 ebenda) war ein deutscher evangelischer Pastor. Er war Taufpate, Konfirmator und wichtigster Erzieher von Friedrich Wilhelm Raiffeisen.

## Leben
Sein Vater Johann Konrad Seippel (* 10. Januar 1731 in Butzbach; † 7. November 1794 in Hamm (Sieg)) war von 1774 bis 1794 Pfarrer der evangelisch-lutherischen Gemeinde in Hamm an der Sieg. Seine Mutter Maria Regina Garenfeld (* Dezember 1744 in Eckenhagen; † 15. April 1798 in Hamm (Sieg)) starb, als er neun Jahre alt war. Er wurde dann von einem Onkel, Ludwig Wilhelm Molly, Pfarrer der reformierten Gemeinde in Hamm, erzogen. Seippel studierte an der Hohen Schule Herborn, wurde am 10. November 1810 ordiniert und war danach zunächst zweiter Pfarrer in Dierdorf. Im Februar 1815 wurde er in Nachfolge seines Onkels, der nach Schöneberg wechselte, Pfarrer der reformierten Gemeinde von Hamm. Nachdem sich 1819 reformierte und lutherische Gemeinde zur Evangelischen Kirchengemeinde Hamm zusammenschlossen, war Seippel ab 1828 alleiniger Pfarrer der nunmehr unierten Gemeinde. 
Georg Wilhelm Seippel engagierte sich für die Mittellosen in seiner Gemeinde: Er gründete 1817 nach einem Aufruf von Joseph Görres gemeinsam mit seinem Pfarrerskollegen einen der ersten Hilfsvereine, um an ärmere Gemeindemitglieder kostenlos oder verbilligt Brot abzugeben. Der erste von F. W. Raiffeisen gegründete Hilfsverein in Weyerbusch war ähnlich organisiert und dürfte in Erinnerung an die Schilderungen von Seippel gegründet worden sein.
Die Armenpflege war damals Aufgabe des Pfarrers. Zeitweise hatte sie aber der Staat als kommunale Aufgabe übernommen, wozu er sich auch der Gelder aus dem kirchlichen Opferstock bediente. Als die Aufgabe an die Pfarrgemeinden zurückdelegiert wurde, war es aufgrund nicht vollständig geklärter Kompetenzen unklar, wem die Mittel aus dem Opferstock zustanden. Da Georg Wilhelm Heinrich Seippel Geldmittel zur Armenhilfe fehlten brach er den kirchlichen Opferstock auf, um den Bedürftigen den Inhalt zukommen zu lassen. In der Folge dieses Handelns gab es ein Verfahren vor dem preußischen Oberpräsidium der Rheinprovinz, über dessen Ausgang es keine überlieferten Akten gibt.
Weil ein weiterer Schulbesuch nach der Volksschule für F. W. Raiffeisen aus finanziellen Gründen nicht möglich war, wurde für ihn als beste Alternative eine Stelle beim preußischen Militär beschlossen. Da er dort erst mit dem 17. Lebensjahr eintreten konnte, wurde er in den drei Jahren davor in den Fächern Deutsch, Geschichte, neuere Sprachen und Mathematik von Seippel privat unterrichtet.
Seippel war seit dem 28. Oktober 1821 mit Sophie Charlotte Wilhelmine Altgelt (* 10. November 1787 in Neviges; † 16. Januar 1858 in Hamm (Sieg)) verheiratet. Die Ehe blieb kinderlos. Er starb am 17. Juni 1850, morgens um 1:00 Uhr, in Hamm.

## Bedeutung für Friedrich Wilhelm Raiffeisen
Werner Abresch nannte Seippel einen „begeisterten Humanisten im Zeitalter Goethes“, dessen Wunsch es war, dass Raiffeisen studieren solle, um dann in Geisteswissenschaften etwas zu leisten. Nachdem dies nicht möglich war, habe sein Privatunterricht die Wurzeln für dessen zukünftiges Wirken gelegt.
Auch Michael Klein sieht einen prägenden Einfluss durch Seippel auch im späteren sozialen Wirken von Raiffeisen. Die Erziehung nach dem Katechismus habe die Grundlage zum stark vom Pflichtgedanken geprägten Handeln Raiffeisens gelegt.